# Az év női labdarúgója (FIFA)
Az év női labdarúgója díjat a Nemzetközi Labdarúgó-szövetség adja át minden évben a legjobbnak vélt női labdarúgónak. 2016-ban a Az év labdarúgója díjat váltotta fel, azóta a FIFA külön-külön díjazza az adott év legjobb férfi és női labdarúgóit. 

## Kritériumok és szavazás
Az év játékosainak kiválasztási kritériumai közül fő szempont a sportteljesítmény, valamint az általános magatartás a pályán és azon kívül. A szavazatokat a média képviselői, a válogatottak szövetségi kapitányai és a csapatkapitányok adják le. 2016 októberében bejelentették, hogy a szurkolók is szavazhatnak. Minden fél szavazat 25%-ban befolyásolja a végeredmény kialakulását.
A 2017-es díjra nevezték a 2016-os U17-es női világbajnokság bronzlabdását és bronzcipősét, a venezuelai Deyna Castellanost, amit több jeles játékos és szakértő, így Megan Rapinoe és Sam Kerr is éles bírálattal illetett.

## Győztesek
| Év   | Helyezés | Játékos                | Csapat                           | Eredmény |
| ---- | -------- | ---------------------- | -------------------------------- | -------- |
| 2016 | 1.       | Carli Lloyd            | Houston Dash                     | 20.68%   |
| 2016 | 2.       | Marta                  | FC Rosengård                     | 16.60%   |
| 2016 | 3.       | Melanie Behringer      | Bayern München                   | 12.34%   |
|      |          |                        |                                  |          |
| 2017 | 1.       | Lieke Martens          | FC Rosengård / Barcelona         | 21.72%   |
| 2017 | 2.       | Carli Lloyd            | Houston Dash / Manchester City   | 16.28%   |
| 2017 | 3.       | Deyna Castellanos      | Santa Clarita Blue Heat          | 11.69%   |
|      |          |                        |                                  |          |
| 2018 | 1.       | Marta                  | Orlando Pride                    | 14.73%   |
| 2018 | 2.       | Marozsán Dzsenifer     | Lyon                             | 12.86%   |
| 2018 | 3.       | Ada Hegerberg          | Lyon                             | 12.60%   |
|      |          |                        |                                  |          |
| 2019 | 1.       | Megan Rapinoe          | Reign FC                         | 46       |
| 2019 | 2.       | Alex Morgan            | Orlando Pride                    | 42       |
| 2019 | 3.       | Lucy Bronze            | Lyon                             | 29       |
|      |          |                        |                                  |          |
| 2020 | 1.       | Lucy Bronze            | Manchester City                  | 52       |
| 2020 | 2.       | Pernille Harder        | Chelsea                          | 40       |
| 2020 | 3.       | Wendie Renard          | Lyon                             | 35       |
|      |          |                        |                                  |          |
| 2021 | 1.       | Alexia Putellas        | Barcelona                        | 52       |
| 2021 | 2.       | Samantha Kerr          | Chelsea                          | 38       |
| 2021 | 3.       | Jennifer Hermoso       | Barcelona                        | 33       |
|      |          |                        |                                  |          |
| 2022 | 1.       | Alexia Putellas        | Barcelona                        | 50       |
| 2022 | 2.       | Alex Morgan            | Orlando Pride / San Diego Wave   | 37       |
| 2022 | 3.       | Beth Mead              | Arsenal                          | 37       |
|      |          |                        |                                  |          |
| 2023 | 1.       | Aitana Bonmatí         | Barcelona                        | 52       |
| 2023 | 2.       | Linda Caicedo          | Deportivo Cali / Real Madrid     | 40       |
| 2023 | 3.       | Jennifer Hermoso       | Pachuca                          | 36       |
|      |          |                        |                                  |          |
| 2024 | 1.       | Aitana Bonmatí         | Barcelona                        | 52       |
| 2024 | 2.       | Barbra Banda           | Shanghai Shengli / Orlando Pride | 39       |
| 2024 | 3.       | Caroline Graham Hansen | Barcelona                        | 37       |

## Külső hivatkozások
- Facebook oldal